# استیون پتر ریگاود
استیون پتر ریگاود (انگلیسی: Stephen Peter Rigaud؛ ۱۷۷۴ – ۱۸۳۹) یک دانشمند و ستاره‌شناس اهل انگلستان و از اعضای انجمن سلطنتی بود.